# Покровский храм (Чижевичи)
Покровский храм — приходской храм Слуцкой епархии Белорусской православной церкви в деревне Чижевичи Солигорского района Минской области Белоруссии. Является памятником архитектуры.

## История и строительство храма
До 1795 года в деревне Чижевичи церкви не было вовсе, местность относилась к приходу деревни Издрашева Солигорского района, где с незапамятных времён существовала православная Покровская церковь, но в 1678 году саксонские войска сожгли эту церковь. В 1795 году, по указу императрицы Екатерины II, в деревне Чижевичи была построена Свято-Покровская церковь. В 1807 году церковь сгорела, но достаточно быстро была восстановлена силами прихожан и уже в 1808 году вновь открыта. На протяжении всего XIX века здание не раз подвергалось ремонту. Приход церкви был достаточно обширен, в него входило 7 близлежащих селений: Чижевичи, Метявичи, Кулаки, Издрашево, Дубеи, Забродские и Стомогилы, что в общей сложности составляло около 2000 прихожан.
В 1861 году, уже во времена правления Александра II, в годы повсеместной отмены крепостного права, была воздвигнута колокольня с 12 колоколами. Высота колокольни — 27 метров. В последующем, с приростом численности прихожан, в 1885 году храм претерпел ещё одну перестройку. Однако через некоторое время встал вопрос нового строительства и в 1911 году был проведён очередной ремонт.
В 1913 году настоятелем Свято-Покровской церкви стал Иоанн Панкратович, он был последним настоятелем перед закрытием храма в 1934 году советскими властями. Иконостас XIX века был сожжён на центральной площади перед храмом. В тайне от властей, протоиерей Иоанн продолжал нести свою службу, а также призывал своих прихожан высказать твёрдое несогласие с действиями властей и подписаться за возобновление богослужений, за что был арестован. В октябре 1934 года был расстрелян в городе Слуцке.
До 1942 года здание церкви использовалось советскими властями как зернохранилище, а в годы Великой Отечественной войны, по прошению прихожан, комендант города Слуцка разрешил вновь открыть храм, и в нём стали проводиться прежние обряды богослужения. После окончания войны, в 1945 году, в Свято-Покровский храм были доставлены колокола и прочая утварь из Старобинской Свято-Никольской церкви.
В 1986 году усилиями прихожан и протоиерея Николая храм был значительно реставрирован. В 1988 году реконструкцию проводил институт «Белспецпроектреставрация». Возглавляли реконструкцию архитекторы А. Кондратов и М. Лукьянчик. 7 октября 1990 года впервые за всё время существования храма его посетил глава Белорусской православной церкви владыка Филарет. С 1992 по 1995 годы на территории двора храма произошло строительство крестильного храма в честь Иоанна Предтечи, также было построено административное здание, которое используется в качестве библиотеки и для занятий воскресной школы.
Здание храма является памятником деревянного зодчества республиканского значения и входит в число древнейших деревянных храмов на территории Беларуси.

## Архитектура храма
Свято-Покровский храм представляет собой типовой вид постройки XIX века. Это здание с ярусной структурой, имеются боковые пристройки с дополнительными входами. Все пристройки покрыты двухскатными крышами. К пятигранной алтарной части прилегает ризница, а вот входная часть оформлена бабинцом, с простым навесом в виде трёхугольного фронтонa на нешироких колоннах. Высота здания — 19 метров, ширина — 9 метров, длина — 30 метров. Фундамент бетонный, полы дощатые. Верхние ярусы колокольни восьмигранные. Стены главного объёма зальной части здания закончены шатрами и куполами, снаружи стены обшиты горизонтальной шалёвкой. Большие оконные проёмы прямоугольные с карнизами, расположены под потолком по всему периметру.
Восточная часть здания — алтарь, который от центральной части отделён рядами икон. Это иконостас. В центре алтаря находится престол, справа — диаконник, слева — жертвенник.
Архитектурная композиции здания имеет все признаки стиля русского барокко. Потолок имеет плоскую поверхность, но уже в его центральной части четверик второго яруса переходит в восьмерик при помощи паруса, традиционного элемента купольной конструкции, именно он обеспечивает плавный переход от квадратной подкупольной части к непосредственно куполу и его барабану. Над входами находятся хоры, а на уровне второго яруса были построены открытые балконы для музыкантов и певчих. Изначально эти балконы предназначались для зажиточных и высших слоёв общества, для попечителей храма, которые жертвовали немалые суммы на его содержание.

## Храм в войне 1812 года
История Свято-Покровского храма тесно связана с событиями Отечественной войны 1812 года. «На месте сем зимой 1812 года партизаны-ополченцы, базировавшиеся при Покровском храме под командованием князя Витгенштейна и помещика Корсака, пленили отряд французских драгун под командованием Мишеля Дюпона» . Эти слова выбиты на памятном камне, что установлен недалеко от храма. 12 декабря 2010 года на территории храмового комплекса военно-патриотические клубы города Минска и города Борисова показали реконструкцию батальной сцены 1812 года.

## Воскресная школа
Занятия в воскресной школе при Свято-Покровском храме проводятся по воскресеньям в течение всего учебного года, курс обучения — 5 лет. Воскресная школа насчитывает около 200 воспитанников разных возрастов, начиная с 7 лет. Для тех, кто желает продолжить обучение по окончании воскресной школы, существует молодёжная группа. Руководит школой протоиерей Димитрий Васильев.

## Галерея
- Свято-Покровский храм, панорамное фото
- Свято-Покровский храм
- Фрагмент
- Мозаика на фасаде храма
- Табличка у входа в храм
- Памятный камень с табличкой возле Свято - Покровского храма